# 洛沃澤羅區

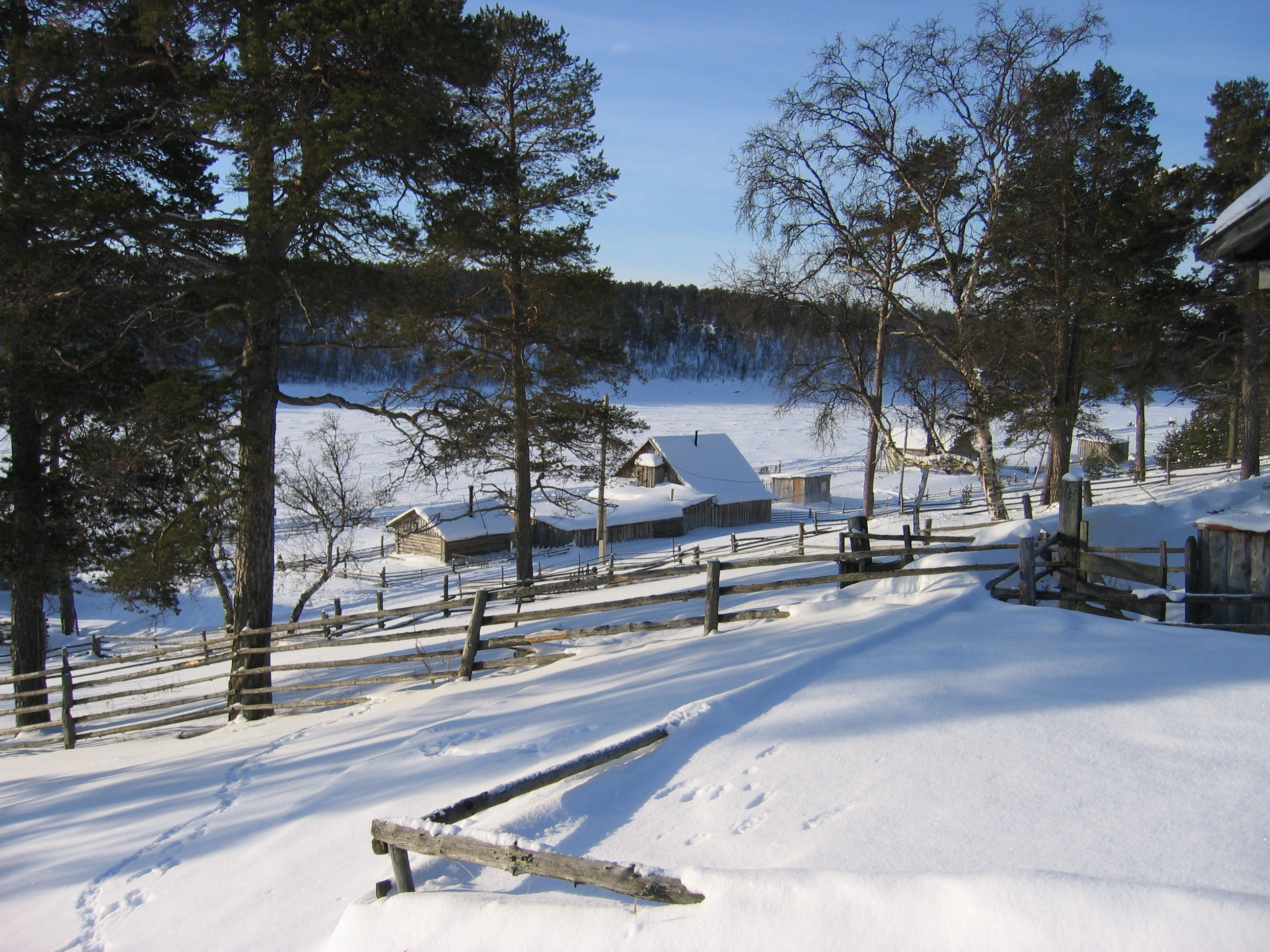

67°00′N 38°00′E / 67.000°N 38.000°E
洛沃澤羅區（俄语：Ловозерский район），是俄羅斯的一個區，位於該國西北部，由摩爾曼斯克州負責管轄，始建於1927年8月1日，面積53,800平方公里，2010年人口11,820，人口密度每平方公里0.22人。